# Лобанов-Ростовский, Александр Иванович (генерал)
Князь Александр Иванович Лобанов-Ростовский (24 мая (4 июня) 1752 - 20 января (1 февраля) 1830) — генерал-майор русской императорской армии, родоначальник 1-й линии старшей ветви князей Лобановых-Ростовских, продолжающейся до нашего времени.
Старший из трёх сыновей князя Ивана Лобанова-Ростовского от брака с княжной Екатериной Куракиной, племянницей царедворца Никиты Панина. Из-за внешнего несходства с отцом в обществе ходили слухи, что братья Александр, Дмитрий и Яков Ивановичи стали плодом связи княгини со слугой-калмыком.
Возможно, по этой причине князь Лобанов подчёркивал своё происхождение от Рюрика. По сведениям П. В. Долгорукова, прибыв в Ростов Великий, напомнил городничему, что он старший потомок ростовских удельных князей, и потребовал встречать его у городских ворот при звоне всех колоколов. Эта выходка вызвала неодобрение императорского двора.
В службу записан в 1759 солдатом лейб-гвардии Измайловского полка; в 1774 поручиком лейб-гвардии Измайловского полка служил флигель – адъютантом свиты графа Петра Ивановича Панина, которому приходился родным внуком, участвовал в подавлении пугачевского восстания и лично доставил донесение гр. П. И. Панина императрице Екатерине II о пленении Е. Пугачева, за что был пожалован в гвардии капитан-поручики; из капитан-поручиков с 1.01.1778 пожалован капитаном лейб-гвардии Измайловского полка; из капитанов лейб-гвардии с 22.09.1779 выпущен полковником Псковского пехотного полка; из полковников с 1.01.1787 пожалован армии бригадиром, с оставлением в должности командира Псковского пехотного полка. Участник Русско - шведской войны 1788 - 1790 гг.; из бригадиров Псковского пехотного полка с 14.04.1789 пожалован армии ген.-майором при Финляндской армии, состоял дежурным генералом при графе В. П. Мусине – Пушкине; по прошению, 2 ноября 1789 оставлен от службы «вовсе» в том же чине. Ген-майором на 15.03.1792 состоял шефом Псковского мушкетёрского полка. 
Московский губернский предводитель дворянства с 1797  по 1800 год. По представлению московского военного губернатора И. П. Архарова, указом императора Павла I от 1.09.1800, уволен от должности губернского предводителя дворянства за «нерадение к служебным обязанностям». Судя по письмам А. Я. Булгакова, был большим любителем бильярда и крайне раздражался, проигрывая партию. 
Резкий и взбалмошный характер князя Лобанова не позволил ему сделать такую блистательную карьеру, какую сделали младшие братья. Признаком дурного настроения князя для домочадцев было то, что он начинал бродить по дому, насвистывая мелодию Turlututu, chapeau pointu. Похоронен подле родителей в Знаменской церкви Новоспасского монастыря.

## Дети
Был женат дважды. От первого брака с племянницей воронежского губернатора, Аграфеной (Агриппиной) Никифоровной Масловой (12.06.1762—13.08.1817, Спасская церковь с. Лобаново Ефремовского у.), помещицей Болховского у. Орловского наместничества и Ефремовского у. Тульского наместничества (за ней же имения в Московской, Владимирской, Воронежской, Калужской и Рязанской губерниях), матери всех детей кн. А. И. Лобанова-Ростовского, получившей в приданое имение в селе Алексеевское Воронежского уезда, оставил троих сыновей и пять дочерей: две Екатерины, одна из них родилась 24 июля 1792 года, Варвара, Анастасия (жена С. Е. Ляпунова) и Прасковья (жена А. В. Новосильцева). Сыновья его следующие:
- Лобанов-Ростовский, Алексей Александрович (1787—1848), сенатор, рязанский губернатор
- Лобанов-Ростовский, Иван Александрович (1788—1869), сенатор, действительный тайный советник
- Лобанов-Ростовский, Борис Александрович (1794—1863), камергер, воронежский предводитель дворянства, отец министра иностранных дел.

Получил в приданое за первой супругой имение в с. Уском с пустошами Болховского у.  Вторым браком женат на Юлии Антоновне (? – 14.06.1835, Знаменская церковь Новоспасского московского мон-ря). Второй брак бездетен. 